# Rubén Sosa
Rubén Sosa Arzaiz (Montevideo, 25 de abril de 1966) es un exfutbolista uruguayo. Fue un delantero de gran aptitud goleadora y pase justo. 
Jugó en clubes de varios países y en la selección de su país. Es considerado uno de los mejores jugadores de fútbol surgidos de Uruguay en la segunda mitad del siglo XX.

## Trayectoria

### Inicios
Empezó su carrera en Danubio, con 15 años, siendo uno de los futbolistas más jóvenes en jugar en la Primera División de Uruguay. El técnico Sergio Markarián lo hizo debutar en 1982.  
En Danubio jugó de 1982 a 1985. 

### Europa
En 1985, con 19 años, emigró al Real Zaragoza de España. En su debut, Sosa marcó el gol número mil del club en Primera División. Fue allí donde lo apodaron "Poeta del gol". En este club ganó la Copa del Rey de 1986, anotando el gol en la final contra el Barcelona. Además había marcado dos goles frente a Real Madrid en semifinales, y esos buenos rendimientos llamaron la atención de los equipos más poderosos de Europa.
Después de jugar para el Zaragoza comenzó a ser representado por Francisco Casal, quien logró la transferencia de Sosa a la Lazio de Italia. Allí permaneció por cuatro años hasta pasar al Inter de Milán, donde compartiría el ataque con grandes jugadores como Klinsmann, Bergkamp o “Toto” Schillaci.
En el Inter alcanzó su mejor forma como futbolista, convirtiéndose en un verdadero ídolo de la parcialidad, llegando a ser el máximo goleador de su equipo en las temporadas 1992-93 y 1993-94, y ganando la Copa de la UEFA 1993-94, siendo el primer uruguayo en ganar la competición junto a su compañero de equipo Álvaro Recoba. A mediados de 1994, se hizo público el interés del Real Madrid por contar con sus servicios, incluso siendo anunciado por la prensa como nueva figura del club, pero las negociaciones quedaron truncadas por falta de avales.
En 1995 fue transferido al Borussia Dortmund de Alemania, club con el que ganó la Bundesliga 1995-96. Luego, en la temporada 1996-97, retornaría a España para jugar en el Club Deportivo Logroñés.

### Nacional
Tras su paso por Europa, regresó a su país para jugar en el Club Nacional de Football, donde ganó el Campeonato Uruguayo de Fútbol en 1998 (fue autor principal para cortar el sexenio de Peñarol), siendo capitán, figura y goleador (13 tantos). 
Repetiría el campeonato en 2000 y 2001. 
En 1999 fue goleador de la Copa CONMEBOL Libertadores con 6 tantos.

### Últimos años y retiro
Hasta 2001 duró su primer ciclo en Nacional.  
En 2002 se marchó al incipiente fútbol chino para defender al Shanghái Shenhua durante un semestre.
En 2003 regresó a Nacional y a fines de 2004 se retiró por primera vez. 
Por dos años formó parte del cuerpo técnico de Nacional, ganando los campeonatos de 2005 (en forma invicta) y 2005-06.
En 2006, después de estar dos años sin jugar, volvería a la actividad por una temporada en Racing Club de Montevideo de la segunda división.
Allí jugaría solamente dos partidos antes de su retiro definitivo como futbolista.

### Actividad actual
Desde 2011 dirigió una escuelita de fútbol infantil llamada "Alegría, alegría", ubicada en el Complejo de la Costa en Lagomar, departamento de Canelones.
Esta misma actividad profesional la desarrolla hoy en día en el complejo La Costa Fútbol, situado en Atlántida, Canelones.
En 2015 publicó su autobiografía, titulada Rúben Sosa, El Principito. Una vida consagrada al fútbol con alegría. Esta obra fue redactada por su amigo Luis Nieto y editada por Editorial Planeta en Montevideo.
Actualmente Rubén Sosa es integrante activo del Club Nacional de Football, cumpliendo funciones como embajador y trabajando con los planteles juveniles. 
Se ha retirado de las canchas debido a la salud de sus rodillas, en las que acumuló lesiones y operaciones durante toda su carrera.
También ha desempeñado su función de docente de fútbol en los Estados Unidos, en la Universidad de Duke, en Carolina del Norte. Allí se especializa en enseñar técnicas de definición en un programa de verano.

## Selección nacional
Con la selección mayor debutó con apenas 18 años en un partido contra Inglaterra. 
Jugó 46 partidos y metió 15 goles. Ganó la Copa América de Argentina 1987 y la de Uruguay 1995, además de ser subcampeón en Brasil 1989.
Participó en el Mundial de Italia 1990, en Copa América Ecuador 93 así como en las eliminatorias CONMEBOL USA 1994.
Como juvenil jugó el Campeonato Mundial Juvenil en 1983.

### Participaciones en Copas del Mundo
| Mundial                                | Sede   | Resultado        | Partidos | Goles |
| -------------------------------------- | ------ | ---------------- | -------- | ----- |
| Copa Mundial de Fútbol Juvenil de 1983 | México | Cuartos de final | 3        | 2     |
| Copa Mundial de Fútbol de 1990         | Italia | Octavos de final | 4        | 0     |

### Participaciones en Copa América
| Copa              | Sede      | Resultado        | Partidos | Goles |
| ----------------- | --------- | ---------------- | -------- | ----- |
| Copa América 1987 | Argentina | Campeón          | 2        | 0     |
| Copa América 1989 | Brasil    | Subcampeón       | 7        | 4     |
| Copa América 1993 | Ecuador   | Cuartos de final | 0        | 0     |
| Copa América 1995 | Uruguay   | Campeón          | 4        | 0     |

### Participaciones en Eliminatorias
| Proceso                                | Resultado    | Partidos | Goles |
| -------------------------------------- | ------------ | -------- | ----- |
| Eliminatorias para Italia 1990         | Clasificó    | 4        | 5     |
| Eliminatorias para Estados Unidos 1994 | No clasificó | 6        | 2     |

## Clubes
| Club              | País     | Año       |
| ----------------- | -------- | --------- |
| Danubio           | Uruguay  | 1982-1985 |
| Real Zaragoza     | España   | 1985-1988 |
| Lazio             | Italia   | 1988-1992 |
| Internazionale    | Italia   | 1992-1995 |
| Borussia Dortmund | Alemania | 1995-1996 |
| Logroñés          | España   | 1996-1997 |
| Nacional          | Uruguay  | 1997-2001 |
| Shanghái Shenhua  | China    | 2002      |
| Nacional          | Uruguay  | 2003-2004 |
| Racing            | Uruguay  | 2005-2006 |

## Estadísticas

### En clubes
Datos actualizados al fin de la carrera deportiva.
| Danubio F. C. · Uruguay |               |               |     |     |    |    |    |    |    |     |      |      |      |
| 1.ª | 1982          | 22            | 1   | —   | —  | —  | —  | ?  | 0  | +22 | 1    |      |      |
| 1.ª | 1983          | 19            | 9   | —   | —  | —  | —  | +5 | 4  | +24 | 13   |      |      |
| 1.ª | 1984          | 26            | 9   | —   | —  | 5  | 3  | +1 | 1  | +32 | 13   |      |      |
| 1.ª | 1985          | 5             | 8   | —   | —  | —  | —  | +1 | 1  | +6  | 9    |      |      |
| Total club | Total club    | 72            | 27  | 0   | 0  | 5  | 3  | ?  | 6  | +82 | 36   |      |      |
| Real Zaragoza · España |               |               |     |     |    |    |    |    |    |     |      |      |      |
| 1.ª | 1985-86       | 33            | 8   | 18  | 11 | —  | —  | —  | —  | 51  | 19   | 0.37 |      |
| 1.ª | 1986-87       | 32            | 4   | 2   | 0  | 7  | 1  | 5  | 0  | 46  | 5    | 0.10 |      |
| 1.ª | 1987-88       | 36            | 18  | 2   | 0  | —  | —  | —  | —  | 38  | 18   | 0.47 |      |
| Total club | Total club    | 101           | 30  | 22  | 11 | 7  | 1  | 5  | 0  | 135 | 42   | 0.31 |      |
| S. S. Lazio · Italia |               |               |     |     |    |    |    |    |    |     |      |      |      |
| 1.ª | 1988-89       | 33            | 8   | 10  | 4  | —  | —  | —  | —  | 43  | 12   | 0.27 |      |
| 1.ª | 1989-90       | 27            | 8   | —   | —  | —  | —  | —  | —  | 27  | 8    | 0.29 |      |
| 1.ª | 1990-91       | 33            | 11  | 2   | 1  | —  | —  | —  | —  | 35  | 12   | 0.34 |      |
| 1.ª | 1991-92       | 31            | 13  | 4   | 2  | —  | —  | —  | —  | 35  | 15   | 0.42 |      |
| Total club | Total club    | 124           | 40  | 16  | 7  | 0  | 0  | 0  | 0  | 140 | 47   | 0.33 |      |
| F. C. Internazionale · Italia |               |               |     |     |    |    |    |    |    |     |      |      |      |
| 1.ª | 1992-93       | 28            | 20  | 5   | 2  | —  | —  | —  | —  | 33  | 22   | 0.67 |      |
| 1.ª | 1993-94       | 28            | 16  | 6   | 0  | 10 | 1  | —  | —  | 44  | 17   | 0.38 |      |
| 1.ª | 1994-95       | 20            | 8   | 5   | 3  | 2  | 0  | —  | —  | 27  | 11   | 0.40 |      |
| Total club | Total club    | 76            | 44  | 16  | 5  | 12 | 1  | 0  | 0  | 104 | 50   | 0.48 |      |
| Borussia Dortmund · Alemania | 1.ª           | 1995-96       | 18  | 3   | 4  | 0  | 5  | 0  | —  | —   | 27   | 3    | 0.11 |
| C. D. Logroñés · España | 1.ª           | 1996-97       | 35  | 7   | 3  | 0  | —  | —  | —  | —   | 38   | 7    | 0.07 |
| C. Nacional de F. · Uruguay |               |               |     |     |    |    |    |    |    |     |      |      |      |
| 1.ª | 1997          | 10            | 4   | —   | —  | —  | —  | 5  | 1  | 15  | 5    | 0.33 |      |
| 1.ª | 1998          | 22            | 13  | —   | —  | 10 | 1  | —  | —  | 32  | 14   | 0.43 |      |
| 1.ª | 1999          | 24            | 6   | —   | —  | 11 | 7  | 5  | 1  | 40  | 14   | 0.35 |      |
| 1.ª | 2000          | 31            | 7   | —   | —  | 2  | 0  | —  | —  | 33  | 7    | 0.21 |      |
| 1.ª | 2001          | 8             | 1   | —   | —  | 7  | 1  | —  | —  | 15  | 2    | 0.13 |      |
| Shanghái Shenhua China | 1.ª           | 2002          | 13  | 1   | —  | —  | —  | —  | —  | —   | 13   | 1    | 0.07 |
| C. Nacional de F. · Uruguay | 1.ª           |               |     |     |    |    |    |    |    |     |      |      |      |
| C. Nacional de F. · Uruguay | 1.ª           | 2003          | 11  | 3   | —  | —  | —  | —  | —  | —   | 11   | 3    | 0.27 |
| C. Nacional de F. · Uruguay | 1.ª           | 2004          | 4   | 0   | —  | —  | 1  | 0  | —  | —   | 5    | 0    | 0.00 |
| C. Nacional de F. · Uruguay | Total club    | Total club    | 110 | 34  | 0  | 0  | 31 | 9  | 10 | 2   | 151  | 45   | 0.29 |
| En el año 2005 jugó en la Liga Departamental de Fútbol de Canelones. |               |               |     |     |    |    |    |    |    |     |      |      |      |
| Racing de Montevideo · Uruguay | 2.ª           | 2006          | 2   | 0   | —  | —  | —  | —  | —  | —   | 2    | 0    | 0.00 |
| Total carrera | Total carrera | Total carrera | 551 | 186 | 71 | 25 | 60 | 14 | ?  | 8   | +687 | 225  |      |
| (1) Incluye datos de la Copa del Rey, Copa de la Liga de España, Copa Italia, Copa de Alemania. (2) Incluye datos de la Copa Libertadores, Recopa de Europa, Copa UEFA, Copa de Europa, Copa Mercosur. (3) No incluye goles en partidos amistosos. |               |               |     |     |    |    |    |    |    |     |      |      |      |

### Selecciones
| Sub-20 · Uruguay | 1983          | —  | — | 7  | 1  | 3 | 2 | 10 | 3  | 0,30 |
| Sub-20 · Uruguay | 1985          | —  | — | 7  | 3  | — | — | 7  | 3  | 0.43 |
| Sub-20 · Uruguay | Total         | 0  | 0 | 14 | 4  | 3 | 2 | 17 | 6  | 0.35 |
| Absoluta · Uruguay | 1984          | 6  | 0 | —  | —  | — | — | 6  | 0  | 0,00 |
| Absoluta · Uruguay | 1985          | —  | — | —  | —  | — | — | 0  | 0  | 0,00 |
| Absoluta · Uruguay | 1986          | —  | — | —  | —  | — | — | 0  | 0  | 0,00 |
| Absoluta · Uruguay | 1987          | 2  | 0 | 2  | 0  | — | — | 4  | 0  | 0,00 |
| Absoluta · Uruguay | 1988          | 1  | 1 | —  | —  | — | — | 1  | 1  | 1,00 |
| Absoluta · Uruguay | 1989          | 2  | 0 | 11 | 9  | — | — | 13 | 9  | 0.69 |
| Absoluta · Uruguay | 1990          | 3  | 0 | —  | —  | 4 | 0 | 7  | 0  | 0,00 |
| Absoluta · Uruguay | 1991          | —  | — | —  | —  | — | — | 0  | 0  | 0,00 |
| Absoluta · Uruguay | 1992          | —  | — | —  | —  | — | — | 0  | 0  | 0,00 |
| Absoluta · Uruguay | 1993          | 2  | 2 | 7  | 2  | — | — | 9  | 4  | 0.44 |
| Absoluta · Uruguay | 1994          | —  | — | —  | —  | — | — | 0  | 0  | 0,00 |
| Absoluta · Uruguay | 1995          | 2  | 1 | 4  | 0  | — | — | 6  | 1  | 0.17 |
| Absoluta · Uruguay | Total         | 18 | 4 | 24 | 11 | 4 | 0 | 46 | 15 | 0.33 |
| Total carrera | Total carrera | 18 | 4 | 38 | 15 | 7 | 2 | 63 | 21 | 0.33 |
| (1) Incluye los partidos de la Eurocopa Sub-16 (1992-93); Eurocopa Sub-18 (1996-97); Eurocopa Sub-21 (1998-99); Eurocopa / Clasificatorias Europeas (1998-09). (2) Incluye los partidos de Copa FIFA Confederaciones (2003). |               |    |   |    |    |   |   |    |    |      |

## Palmarés

### Campeonatos nacionales
| Título                    | Club              | País       | Año     |
| ------------------------- | ----------------- | ---------- | ------- |
| Liguilla Pre-Libertadores | Danubio           | Montevideo | 1983    |
| Copa del Rey              | Real Zaragoza     | Madrid     | 1985-86 |
| 1. Bundesliga             | Borussia Dortmund | Dortmund   | 1995-96 |
| Campeonato Uruguayo       | Nacional          | Montevideo | 1998    |
| Campeonato Uruguayo       | Nacional          | Montevideo | 2000    |
| Campeonato Uruguayo       | Nacional          | Montevideo | 2001    |

### Torneos internacionales
| Título          | Club           | País         | Año     |
| --------------- | -------------- | ------------ | ------- |
| Copa América    | Uruguay        | Buenos Aires | 1987    |
| Copa de la UEFA | Internazionale | Milán        | 1993-94 |
| Copa América    | Uruguay        | Montevideo   | 1995    |

### Distinciones individuales
| Distinción                                                   | Año  |
| ------------------------------------------------------------ | ---- |
| Mejor jugador de la Copa América                             | 1989 |
| Máximo goleador de las Eliminatorias sudamericanas (5 goles) | 1989 |
| Premio Pirata d'Oro al futbolista del año del Inter de Milán | 1993 |
| Máximo goleador del Campeonato Uruguayo (13 goles)           | 1998 |
| Máximo goleador de la Copa Libertadores (6 goles)            | 1999 |

## Vida personal
Casado con Carolina Rocha, tuvieron un hijo, Rubén Nicolás (nacido el 20 de abril de 2005), jugador en La Luz, y convocado por la selección sub-20.